# فیل لامار
فیل لامار (انگلیسی: Phil LaMarr؛ زادهٔ ۲۴ ژانویهٔ ۱۹۶۷) یک هنرپیشه اهل ایالات متحده آمریکا است. وی از سال ۱۹۸۳ میلادی تاکنون مشغول فعالیت بوده‌است.
از فیلم‌ها یا برنامه‌های تلویزیونی که وی در آن نقش داشته‌است می‌توان به فولاد اصل، استووی گریفن: داستان ناگفته، دشت بزرگ بندر، تام و جری با شرلوک هولمز دیدار می‌کنند، خط صورتی نازک، برادرخوانده و خانم مسابقه اشاره کرد.